# Kyrillos af Alexandria
 For alternative betydninger, se Kyrillos. (Se også artikler, som begynder med Kyrillos)
Kyrillos af Alexandria (født 376, død 27. juni 444) var patriark af Alexandria. Han udråbtes som helgen i den romerskkatolske kirke, de orientalsk ortodokse kirker og de østortodokse kirker. I 1883 udråbtes han som kirkelærer.
Kyrillos var født i Alexandria, hvor hans onkel Theofilos var patriark 385—412. Som ung levede han i flere år hos munkene i de nitriske bjerge, uden at han derfor var tilbøjelig til at ofre verden og dens lyst; hjemkommen til Alexandria blev han præsteviet, og tre dage efter sin onkels død blev han patriark. Med ham begyndte Alexandrias biskopper at vinde verdslig magt ved siden af den kirkelige.
Kyrillos var en kraftig natur, der intet skyede for at forsvare det, han anså for sandhed, men han var uforsonlig over for modstandere. Den kejserlige præfekt i byen var hans fjende, på præfektens side stod jøderne, på Kyrillos pøbelen; jøderne blev fordrevne 415 efter et opløb, under hvilket Hypatia blev hedensk martyr.
Mest kendt er hans strid med Konstantinopels patriark Nestorios, der mente, at man ikke sådan uden videre kunne kalde Jomfru Maria "Guds Moder". Kyrillos angreb Nestorios 429, og han blev støttet af en synode i Rom 430. For at udjævne striden sammenkaldte kejser Theodosius II et kirkemøde til Efesos 431.
Her skulde det komme til en styrkeprøve mellem Nestorios, der var af den antiochenske skole, og Kyrillos af den alexandrinske. Kyrillos førte forsædet på synoden, og han fik Nestorios fordømt, inden antiochenernes hovedstok var kommen. Kirkemødet delte sig da, og de kætterdømte hinanden.
Kejseren holdt på Nestorios, men de kejserlige damer var på Kyrillos side, og Kyrillos gik ud af striden med sejr og med hæder som kirkefader. Kyrillos havde sandsynligvis del i affattelsen af den i Alexandria brugte Markos-liturgi, han skrev betydelige apologetiske, eksegetiske og dogmatiske arbejder.